# Барт Свінгс
Барт Свінгс (нід. Bart Swings) — бельгійський ковзаняр, олімпійський чемпіон та медаліст, призер чемпіонатів світу та Європи, багаторазовий чемпіон світу з бігу на роликових ковзанах.
Срібну олімпійську медаль Свінгс виборов на Пхьончханській олімпіаді 2018 року  в гонці з масовим стартом.

## Зовнішні посилання
- Досьє на speedskatingnews [Архівовано 3 березня 2019 у Wayback Machine.]

## Виноски
1. 1 2 3  Olympedia — 2006.
2. ↑  Men's mass start results (PDF). Архів оригіналу (PDF) за 25 лютого 2018. Процитовано 8 квітня 2018. [Архівовано 2018-02-25 у Wayback Machine.]